# Stausee-Rundfahrt Klingnau
La Stausee-Rundfahrt Klingnau (literalment: Volta a l'embassament de Klingnau) fou una cursa ciclista suïssa que es disputava per les carreteres del voltant de l'embassament de Klingnau al cantó d'Argòvia. Creada al 1949, es va organitzar fins al 2005, any que va entrar a calendari de l'UCI Europa Tour.
Gilbert Glaus, amb quatre victòries, és el ciclista que més vegades l'ha guanyat.

## Palmarès
| Any  | Vencedor            | Segon               | Tercer             |
| ---- | ------------------- | ------------------- | ------------------ |
| 1949 | Fritz Zbinden       | Edwin Pfister       | Linus Meier        |
| 1950 | Franz Lustenberger  | Josef Schraner      | Carlo Clerici      |
| 1951 | Fritz Zbinden       | Cesare Zuretti      | Heiner Schwarzer   |
| 1952 | Carlo Lafranchi     | Eugen Kamber        | Emilio Croci-Torti |
| 1953 | Remo Pianezzi       | Max Schellenberg    | Carlo Lafranchi    |
| 1954 | no disputat         | no disputat         | no disputat        |
| 1955 | Harry Müller        | Jakob Richner       | Alois Schraner     |
| 1956 | Roman Brunner       | Walter Favre        | Markus Keller      |
| 1957 | Hans Schleuniger    | Giuseppe Cereghetti | Alfred Rüegg       |
| 1958 | Erwin Jaisli        | Fritz Gallati       | Hans Schleuniger   |
| 1959 | no disputat         | no disputat         | no disputat        |
| 1960 | Walter Signer       | Willi Fluck         | Erwin Jaisli       |
| 1961 | Werner Bernet       | Hans Schleuniger    | Hans Luthi         |
| 1962 | Gilbert Villars     | Hugo Jarmann        | Rüdi Cerne         |
| 1963 | Werner Weber        | Jean-Luc Grunewald  | Laurent Joilat     |
| 1964 | Auguste Girard      | Vinzenz Steiener    | Karl Brand         |
| 1965 | Hans Stadelmann     | Werner Rezzonico    | Beat Fischer       |
| 1966 | Leone Scurio        | Ortwin Czarnowski   | Peter Abt          |
| 1967 | Herbert Mayer       | Ortwin Czarnowski   | Hansjörg Minder    |
| 1968 | René Rutschmann     | Hansjörg Fassler    | Willi Luginbuhl    |
| 1969 | Roberto Puttini     | John Hugentobler    | Othmar Huber       |
| 1970 | Pietro Poloni       | Cornelis Leunis     | Louis Westrus      |
| 1971 | John Hugentobler    | Hansrüdi Keller     | Robert Furel       |
| 1972 | Rene Savary         | Hansrüdi Keller     | Iwan Schmid        |
| 1973 | Yvan Ronsse         | Bernard Janson      | Roland Salm        |
| 1974 | Pietro Ugolini      | René Leuenberger    | Michel Kuhn        |
| 1975 | Roland Salm         | Iwan Schmid         | Gerrie Slot        |
| 1976 | Urs Berger          | Hansjörg Aemisegger | Eric Loder         |
| 1977 | Fritz Jost          | Hansrüdi Keller     | Walter Baumgartner |
| 1978 | Gerrit Möhlmann     | Seán Kelly          | Gody Schmutz       |
| 1979 | Gilbert Glaus       | Eric Loder          | Fridolin Keller    |
| 1980 | Marcel Summermatter | Jürg Bruggmann      | Daniel Girard      |
| 1981 | Gilbert Glaus       | Erich Maechler      | Stefan Mutter      |
| 1982 | Erich Maechler      | Benno Wiss          | Daniel Heggli      |
| 1983 | Benno Wiss          | Richard Trinkler    | Peter Buchler      |
| 1984 | Benno Wiss          | Patrick Hosotte     | Jocelyn Jolidon    |
| 1985 | Remo Gugole         | Michel Ansermet     | Stefan Joho        |
| 1986 | Thomas Wegmüller    | Stephen Hodge       | Viktor Schraner    |
| 1987 | Kurt Steinmann      | Fabian Fuchs        | Werner Stutz       |
| 1988 | Rolf Jaermann       | Felice Puttini      | Ottavio Soffredini |
| 1989 | Gilbert Glaus       | Daniele Asti        | Andrea Guidotti    |
| 1990 | Roland Baltisser    | Urs Vescoli         | Gilbert Kluser     |
| 1991 | Simone Pedrazzini   | Erich Spuhler       | Remo Thur          |
| 1992 | Gilbert Glaus       | Roland Matter       | Erich Spuhler      |
| 1993 | Roland Meier        | Roger Schar         | André Wernli       |
| 1994 | Armin Meier         | Ralph Gartmann      | Christian Andersen |
| 1995 | Philipp Buschor     | Oscar Camenzind     | Ralph Gartmann     |
| 1996 | Andreas Lebsanft    | Andrea Stocco       | Philipp Buschor    |
| 1997 | Niki Aebersold      | Jacques Jolidon     | Oscar Camenzind    |
| 1998 | Markus Zberg        | Adrian Struby       | Sebastian Sidler   |
| 1999 | Torsten Nitsche     | Reto Matt           | Urs Spycher        |
| 2000 | Martin Elmiger      | Christian Murro     | Stefan Rütimann    |
| 2001 | Andris Naudužs      | Saulius Ruškys      | Martin Elmiger     |
| 2002 | Massimo Strazzer    | Simone Cadamuro     | Vladímir Smirnov   |
| 2003 | Uroš Murn           | Martin Elmiger      | Mikhaylo Khalilov  |
| 2004 | Andris Naudužs      | Sergio Marinangeli  | Antonio Salomone   |
| 2005 | Danilo Napolitano   | Alexandre Usov      | Ján Svorada        |